# Protrachypene precipua
Protrachypene precipua är en kräftdjursart som beskrevs av Martin D. Burkenroad 1934. Protrachypene precipua ingår i släktet Protrachypene och familjen Penaeidae. Inga underarter finns listade i Catalogue of Life.